# Rafael Bordalo Pinheiro
Rafael Augusto Prostes Bordalo Pinheiro (ur. 21 marca 1846 w Lizbonie, zm. 23 stycznia 1905 tamże) – portugalski malarz i rysownik o dorobku artystycznym rozproszonym pomiędzy dziesiątkami książek i publikacji. Prekursor portugalskiego plakatu, projektant, akwarelista, ilustrator, dekorator, ceramik, karykaturzysta społeczny i polityczny, dziennikarz i pedagog. Jego nazwisko jest ściśle związane z portugalską karykaturą, którą spopularyzował jednocześnie nadając jej niepowtarzalny styl. Jest autorem popularnej postaci Zé Povinho, który stał się symbolem Portugalczyków.
Był synem artysty rzeźbiarza i malarza Manuela Marii Bordallo Pinheiro i jego żony Augusty Marii de Prostes Carvalho. Jego brat Columbano Bordalo Pinheiro i siostra Maria Augusta również byli malarzami. Razem z bratem należał do stowarzyszenia artystycznego Grupo do Leão obok takich twórców jak António Carvalho da Silva Porto, José Malhoa, João Vaz i Cesário Verde.

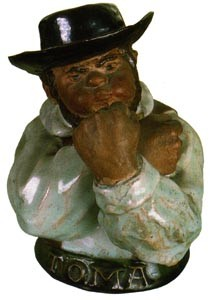
Postać Zé Povinho stworzona przez Rafaela Bordalo Pinheiro